# جاكلين كينيدي

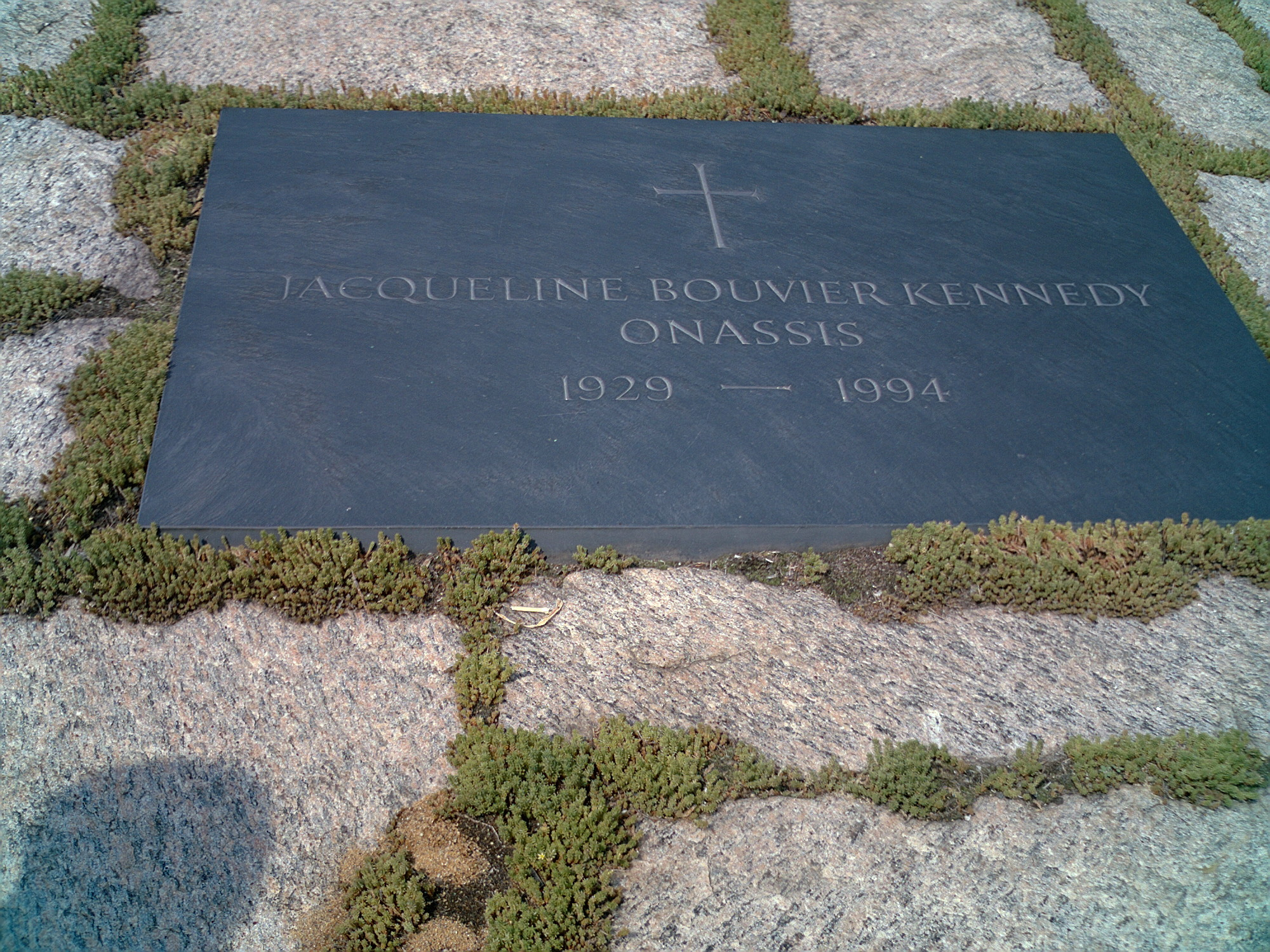
Arlington National Cemetery

جاكلين لي «جاكي» (بوفيير) كينيدي أوناسيس (بالإنجليزية: Jacqueline Kennedy Onassis)؛(28 يوليو 1929-19 مايو 1994)، هي زوجة جون إف. كينيدي، رئيس الولايات المتحدة الخامس والثلاثون، والسيدة الأولى للولايات المتحدة في أثناء فترة رئاسته من 1961 وحتى اغتياله عام 1963؛ وبعد مرور خمس سنوات تزوجت جاكلين من أرسطو أوناسيس، أحد أثرياء الملاحة اليونان، وظلا متزوجين إلى أن تُوفّي عام 1975.

جاكلين هي الابنة الكُبرى لجون فرنو بوفيير الثالث، وسيط الأوراق المالية بوول ستريت، وسيدة المجتمع جانيت نورتون لي، واللذين انفصلا عام 1940 وحصلت على إجازة في الأدب الفرنسيّ من جامعة جورج واشنطن عام 1951؛ ثم عملت مصوّرةً متقصّية للحقائق لدى جريدة واشنطن تايمز هيرالد.
التقت جاكلين جون إف. كينيدي، عضو الكونغرس، عام 1952 وبعد ذلك بفترة وجيزة انتُخِب رئيسًا لمجلس الشيوخ الأمريكي؛ ثم تزوجا في العام التالي وأنجبا أربعة أطفال، تُوفّي اثنان منهما في فترة الطفولة؛ وقد مدت يد العون لزوجها- بوصفها السيّدة الأولى- في إدارته شؤون البلاد من خلال حضورها المناسبات الاجتماعية، وترميمها ذائع الصيت للبيت الأبيض. وفي 22 من شهر نوفمبر/ تشرين الثاني لعام 1963، كانت ترافق زوجها في موكب للسيّارات اجتاح مدينة دالاس بولاية تكساس حيث تم اغتياله ثم اختفت مع أطفالها عن الأنظار بعد جنازته إلى أن تزوجت مرة أُخرى عام 1968.
وقد عملت جاكلين كنيدي أوناسيس بمهنة مراجع كتب خلال العقدين الأخيرين من حياتها، وقد كان لإسهاماتها في مجال الفنون، وحمايتها للمعمار التاريخيّ جنبًا إلى جنب مع أسلوبها وما كانت تتمتع به من أناقةٍ وجمال أثرٌ في تخليد اسمها. وكانت تُعدُّ رمزًا في عالم الموضة، إذ ظلت ملابسها والمكونة من بذلة شانيل الوردية جنبًا إلى جنب مع قبعتها المستديرة رمزا على اغتيال زوجها وإحدى الصور الخالدة التي تُميّز فترة الستينيات من القرن العشرين؛ وتُصنّف جاكلين كواحدة من السّيدات الأوَل الأكثر شعبية، وفي عام 1999، وأُدرِج اسمها في القائمة التي تُعدّها مؤسسة غالوب الأمريكية للمرشحين بلقب الرجال والنساء الأكثر إثارة للإعجاب في أمريكا في القرن العشرين.

كتبت مذكرات توديعية مؤثرة لابنتها كارولين وابنها جون قبل بضعة أسابيع من موتها بداء السرطان. كانت جاكي تستمتع بعطلة مع تمبلسمان في منطقة الكاريبي خلال شهر يناير من عام 1994 عندما داهمها سعال حاد وورم مؤلم في الغدة اللمفاوية حول عنقها فضلا عن آلام مبرحة في بطنها، وبعد مضي بضعة أيام أخطرها الطبيب جاكي بأنها تعاني من داء السرطان اللمفاوي. وفي اليوم التاسع عشر من شهر مايو، خرج كل من جون وكارولين وموريس وصديقة جاكي المقربة بوني ميلون من غرفتها، حيث أوضح جون لأفراد العائلة بأن والدته قد توفيت.

## معلومات أساسيّة وفترة الطفولة
وُلدت جاكلين لي بوفيير في 28 يوليو/ تموز عام 1929 في قرية ساوتهمبتون بولاية نيويورك، وهي ابنة جون فرنو بوفيير الثالث المعروف ب«جون بلاك»- وسيط الأوراق الماليّة في وول ستريت (1891-1957) وجانيت نورتون لي (1907-1989) في مشفى ساوتهمبتون؛ ثم عُمِّدت جاكلين في كنيسة القدّيس أغناطيوس لويولا في مانهاتن، وبعد أربع سنوات وُلِدت كارولين، شقيقة جاكلين، ثم انفصل والداها عام 1940؛ وفي عام 1942، تزوجت جانيت من هيو دادلي أوشينكلوس الابن، والذي ورث شركة ستاندرد أويل، وأنجبت منه طفلين، جانيت جينينجس أوشينكلوس (1945-1985)، وجيمس لي أوشينكلوس (والمولود في 1947.)
تنحدر والدة جاكلين من أصلٍ آيرلندي، بينما ينتمي والدها إلى أصولٍ أمريكيّة فرنسيّة واسكتلنديّة وإنجليزيّة، وكان جدها الأكبر لأمها قد هاجر من مدينة كورك في آيرلندا ليصبح لاحقًا المشرف على قطاع المدارس العامة بمدينة نيويورك. وُلد ميتشل بوفيير، وهو جد جد جاكلين لأبيها، في فرنسا، وهو أحد أتراب جوزيف بونابرت وستيفن جيرارد وهو أحد نجاري الموبيليا الذين نشأوا في مدينة فيلادلفيا، وعمل بنجارة الأثاث وحرفة التجارة كما عمل سمسارا للعقارات، وكانت زوجته لويز فرنو، ابنة كل من جون فرنوا المهاجر الفرنسيّ، والذي كان يعمل بائع سجائر، وإليزابيث كليفورد ليندساي، بريطانيّة المنشأ، وكان كل من جون فرنو بوفيير الجد وميتشل تشارلز بوفيير، من بين أبناء ميتشل ولويز؛ وكان جد جاكي لأبيها، جون فرنو بوفيير الابن، قد بدّل نسب عائلته بنسبٍ أكثر نُبلًا في كتابه الذي يتناول تاريخ العائلة بعنوان«أسلافنا» والذي نشره على نفقته الخاصة. وتشير إحدى المنح الدراسية حديثا، جنبًا إلى جنب مع البحث الذي قدمه جون هاي ديفيس، ابن عم جاكي في كتابه «عائلة بوفيير: نموذجًا للعائلة الأمريكية» إلى بُطلان هذه السلالات الوهميّة.

وقضت جاكلين سنواتها الأولى في مدينة نيويورك وقرية إيست هامبتون ( نيويورك) في منزل «لاساتا» الواقع ضمن ممتلكات عائلة بوفيير؛ وبعد انفصال والداها، وزع أخوات جاكلين وقتهم بين المنازل في ماكلين بولاية فرجينيا ونيوبورت (رود آيلاند) حيث تقطن أمهم وبين المنزل رقم 125 شارع رقم 74 بولاية نيويورك والمنزل الواقع في لونغ آيلند حيث يقطن أبوهم.
تلقت جاكلين تعليمها في مدرسة تشابين في مدينة نيويورك حتى الصف السادس. وقد تحمّل جدها لأبيها نفقاتها الدراسيّة والتي كانت كبيرة خاصة أثناء الدخل السنويّ الذي كان يحصل عليه الأمريكيون أثناء أزمة الكساد الكبير. وكانت عادة جد جاكلين لأبيها -جرامبي جاك كما كانت جاكلين تناديه - أن يتلو القصائد لها ولأحفاده الآخرين الأمر الذي جعل أخت جاكلين تقول لاحقًا لو لم تحظى جاكلين بتلك العلاقة مع والدها وجدها لأبيها لما تمكّنت من الحصول على حريّتها وفرديّتها.
كانت جانيت نورتون لي تتذكّر طموح ابنتها العقليّ والذي كان سابقًا لعمرها منذ التحاقها بمدرسة شابين، وكانت نانسي توكرمان، صديقة نانسي في فترة الطفولة، تتحدّث عن ذكائها رغم أنها اشتهرت بكونها أكثر الفتيات شقاوة فيما أسمته «بالوقت الذي كانت فيه الأخلاق الحسنة والسلوك القويم قوام التعليم لدينا». ومما ورد في هذا الشأن أنّها كانت تتمتع بقوة غامضة في مرحلة المراهقة تمكنها من إجبار الآخرين على تنفيذ أوامرها؛ كانت خجولة مع الأفراد وهو أمر لم يكن ملحوظا في تصرفاتها مع المجموعات.
و أصبحت في سنٍ مبكّرة، شديدة الولع برياضة الفروسيّة، وظلت شغوفة بركوب الخيل طيلة حياتها؛ ففي سن الثانية، كانت جاكلين تجيد قيادة مُهرها بكل ثقة فلم تكد تسقط من على ظهر الجواد حتى تنهض من فورها وتُعيد الركوب. وما أن صارت شابّة حتى أصبحت تشبه أمها في ركوب الخيل واهتمامها بالرياضة، كما كانت تشبهها في تحفظها وفي طباعها مع أنّها كانت تشبه والدها في مظهرها الجسديّ بشكلٍ ملحوظ. ولأن الوالد أبدى استقلاله عن الزواج، بدأت شقيقات جاكلين في قضاء وقت أكثر مع والدتهن؛ وكانت والدتهما تشجع السمات الفنيّة لديهما والتي اكتسبنها بفضل جدهما لأبيهما إذ كان يكافئهما وكذلك أحفاده الآخرين في منزله على رسم الصور ونظم الشعر. ففي مرحلة الشباب، كانت جاكلين تتعلم دروس الباليه؛ ورغم موهبتها المتوسطة فيه إلا أنها لم تكن لتفقد اهتمامها بهذا المجال أو تتوانى عن قراءة الكتب التي تخصه بهذه السهولة؛ وبرغم المواهب التي تمتعت بها جاكلين، كتب ابن جون إيتش. ديفيس، ابن عمتها، والذي كان يعمل كاتبا، أنّها كانت تعاني من انفصال والديها وكان أقرباؤها يلاحظون رغبتها في الابتعاد والذهاب إلى عالمها الخاص عقب انفصال والديها.
و في 21 يونيو / حزيران لعام 1942، تزوجت والدة جاكلين من هيو دي. أوشينكلوس، ولم تحضر جاكلين وشقيقتها حفل الزفاف لكونه أُعد على عجل وبسبب القيود المفروضة على السفر أثناء فترة الحرب، ثم أبحر أوشينكلوس بعد الزفاف بيومين للعمل مع الاستخبارات البريطانيّة في جامايكا فما كان من والدة جاكلين إلا أن تقضي هذه المدة مع ابنتيها أثناء غياب زوجها، وبعد عودة زوجها، ذهب كل من جاكلين وشقيقتها وهيو دادلي «يوشا» أوشينكلوس الثالث- ابن أوشينكلوس- وكذلك طفليهما إلى منزل ميري وود الذي يملكه أوشينكلوس في ماكلين بولاية فرجينيا؛ وبهذا يكون منزل ميري وود مسكن جاكلين الأول لفترة المراهقة المتبقيّة لديها، كما أصبح يوشا- ولد أوشينكلوس- أقرب أخ لها وأحد الشخصيات الثقات لديها ورغم أنّها كانت تقضي أوقاتا كبيرة مع أسرة أوشينكلوس إلا أنّها حافظت عل علاقتها مع والدها.
كانت جاكلين مولعة بالمسرح، ففي مرحلة الثانوية كتبت مسرحيّة موسيقيّة قدّمها نادي الدراما. أفصحت جاكلين لأخيها غير الشقيق، يوشا، عن رغبتها في العمل بمهنة التمثيل إلّأ أنّها لم ترغب أن تمارسها نظرًا للصعوبات وعدم الاستقرار الذي يُخيّم على هذه المهنة؛ كما كانت تُجيد تقمص شخصيّات معلميها أثناء الدراسة فكانت تُمتع زملاءها بتقليدها لهم. تمتعت جاكلين بالقدرة على تعلُّم اللغات بسهولة خاصة الفرنسيّة بسبب إصرار والدتها على أن تتعلمها هي وأختها وجعل الفرنسيّة اللغة الوحيدة التي يمكن التحدث بها أثناء تناول العشاء.

## تعليمها وشبابها المبكر
تلقّت جاكلين تعليمها في مدرسة هولتون آرمزللتأهيل للجامعة في مدينة بيثيسدا بولاية ماريلاند خلال الفترة من عام 1942 وحتى عام 1944 ثم اتحقت بمدرسة ميس بورتر بمدينة فارمنغتون بولاية كونيتيكت من عام 1944 وحتى 1947، وقد كان عام 1947 بمثابة ظهورها الأول في المجتمع مما جعل إيغور كاسيني- كاتب العمود لدي صحيفة هارست - يطلق عليها لقب«فتاة العام» وابتداءًا من عام 1947 قضت جاكلين أول عامين لها في الجامعة في جامعة فاسار بمدينة بوغكيبسي بولاية نيويورك، ثم قضت السنة الثالثة (1949-1950) في فرنسا- في جامعة غرونوبل بمدينة غرونوبل وفي السوربون(جامعة باريس)- في برنامج التبادل الطلابي في جامعة سميث بنورثهامبتون (ماساتشوستس)؛ ما أن وصلت جاكلين إلى موطنها في الولايات المتحدة حتى انتقلت إلى جامعة جورج واشنطن بواشنطن العاصمة، وتخرجت عام 1951 بدرجة الليسانس في الأدب الفرنسيّ؛ جاء تخرج جاكلين من الجامعة متزامنًا مع تخرج شقيقتها من الثانوية فقضيتا معًا صيف عام 1951 في رحلة جالت أوروبا، وقد دار كتاب جاكلين-صيفٌ مميّز- الذي كتبت فيه سيرتها الذّاتية حول هذه الرّحلة كما شاركتها شقيقتها في كتابته وهو الإصدار الوحيد لجاكلين الذي يصور الرسومات الخاصة بها.
وبعد التخرج، عملت جاكلين كمصوّرة متقصّية حقائق لدى جريدة واشنطن تايمز هيرالد، وتطلبت مهنتها تلك أن تطرح أسئلة ذكية للمارة المختارين عشوائيا في الشارع والتقاط صورهم بُغية نشرها مع المقتبسات المختارة من ردودهم، حينها كانت جاكلين مخطوبة لوسيط الأوراق الماليّة الشّاب جون جي.دابليو.هاستد الابن لفترة دامت لثلاثة أشهر وكانت جاكلين قد التقت بهاستد في حفلٍ موسميّ سافر من نيويورك ليحضره. ثم درست صفوفا تعليمية تكميلية في تاريخ الولايات المتحدة في جامعة جورج واشنطن بواشنطن العاصمة.

## معلومات أساسيّة وفترة الطفولة
وُلدت جاكلين لي بوفيير في 28 يوليو/ تموز عام 1929 في قرية ساوتهمبتون بولاية نيويورك، وهي ابنة جون فرنو بوفيير الثالث المعروف ب«جون بلاك»- وسيط الأوراق الماليّة بوول ستريت (1891-1957) وجانيت نورتون لي (1907-1989) في مششفى ساوتهمبتون؛ ثم عُمِّدت جاكلين في كنيسة القدّيس أغناطيوس لويولا في مانهاتن، وبعد أربع سنوات وُلِدت كارولين، شقيقة جاكلين، ثم انفصل والداها عام 1940؛ وفي عام 1942، تزوجت جانيت من هيو دادلي أوشينكلوس الابن، والذي ورث شركة ستاندرد أويل، وأنجبت منه طفلين، جانيت جينينجس أوشينكلوس (1945-1985)، وجيمس لي أوشينكلوس (والمولود في 1947.)
تنحدر والدة جاكلين من أصلٍ آيرلندي، بينما ينتمي والدها إلى أصولٍ أمريكيّة فرنسيّة واسكتلنديّة وإنجليزيّة، وكان جدها الأكبر لأمها قد هاجر من مدينة كورك في آيرلندا ليصبح لاحقًا المشرف على قطاع المدارس العامة بمدينة نيويورك. وُلد ميتشل بوفيير، وهو جد جد جاكلين لأبيها، في فرنسا، وهو أحد أتراب جوزيف بونابرت وستيفن جيرارد وهو أحد نجاري الموبيليا الذين نشأوا في مدينة فيلادلفيا، وعمل بنجارة الأثاث وحرفة التجارة كما عمل كسمسار عقارات، وكانت زوجته لويز فرنو، ابنة كل من جون فرنوا المهاجر الفرنسيّ، والذي كان يعمل كبائع للسجائر، وإليزابيث كليفورد ليندساي، بريطانيّة النشأ، وكان كل من جون فرنو بوفيير الجد وميتشل تشارلز بوفيير، من بين أبناء ميتشل ولويز؛ وكان جد جاكي لأبيها، جون فرنو بوفيير الابن، قد بدّل نسب عائلته بنسبٍ أكثر نُبلًا في كتابه الذي يتناول تاريخ العائلة بعنوان«أسلافنا» والذي نشره على نفقته الخاصة. وتشير إحدى المنح الدراسية حديثا، جنبًا إلى جنب مع البحث الذي قدمه جون هاي ديفيس، ابن عم جاكي في كتابه«عائلة بوفيير: نموذجًا للعائلة الأمريكية» إلى بُطلان هذه السلالات الوهميّة.
وقضت جاكلين سنواتها الأولى في مدينة نيويورك وقرية إيست هامبتون ( نيويورك) في منزل «لاساتا» الواقع ضمن ممتلكات عائلة بوفيير؛ وبعد انفصال والداها، وزع أخوات جاكلين وقتهم بين المنازل في ماكلين بولاية فرجنيا ونيوبورت (رود آيلاند) حيث تقطن أمهم وبين المنزل رقم 125شارع رقم 74 بولاية نيويورك والمنزل الواقع في لونغ آيلند حيث يقطن أبوهم.
تلقت جاكلين تعليمها في مدرسة تشابين في مدينة نيويورك حتى الصف السادس. وقد تكبّد جدها لأبيها بنفقاتها الدراسيّة والتي كانت كبيرة خاصة أثناء الدخل السنويّ الذي كان يحصل عليه الأمريكيون أثناء أزمة الكساد الكبير. وكانت عادة جد جاكلين لأبيها، جرامبي جاك كما كانت جاكلين تناديه، أن يتلو القصائد لها ولأحفاده الآخرين الأمر الذي جعل أخت جاكلين تقول لاحقًا لو لم تحظى جاكلين على تلك العلاقة مع والدها وجدها لأبيها لما تمكّنت من الحصول على حريّتها وفرديّتها.
كانت جانيت نورتون لي تتذكّر طموح ابنتها العقليّ والذي كان سابقًا لعمرها منذ التحاقها بمدرسة شابين، وكانت نانسي توكرمان، صديقة نانسي في فترة الطفولة، تتحدّث عن ذكائها رغم أنها اشتهرت بكونهاأكثرالفتيات شقاوة فيما أسمته «بالوقت الذي كانت فيه الأخلاق الحسنة والسلوك القويم قوام التعليم لدينا». ومما ورد في هذا الشأن أنّها كانت تتمتع بقوة غامضة في مرحلة المراهقة تمكنها من إجبار الآخرين على تنفيذ أوامرها؛ كانت خجولة مع الأفراد وهو أمر لم يكن ملحوظا في تصرفاتها مع المجموعات.
و أصبحت في سنٍ مبكّرة، شديدة الولع برياضة الفروسيّة، وظلت شغوفة بركوب الخيل طيلة حياتها؛ ففي سن الثانية، كانت جاكلين تجيد قيادة مُهرها بكل ثقة فلم تكد تسقط من على ظهر الجواد حتى تنهض من فورها وتُعيد الركوب. وما أن صارت شابّة حتى أصبحت تشبه أمها في ركوب الخيل واهتمامها بالرياضة، كما كانت تشبهها في تحفظها وفي طباعها مع أنّها كانت تشبه والدها في مظهرها الجسديّ بشكلٍ ملحوظ. ولأن الوالد أبدى استقلاله عن الزواج، بدأت شقيقات جاكلين في قضاء وقت أكثر مع والدتهن؛ وكانت والدتهما تشجع السمات الفنيّة لديهما والتي اكتسبنها بفضل جدهما لأبيهما إذ كان يكافئهما وكذلك أحفاده الآخرين في منزله على رسم الصور ونظم الشعر. ففي مرحلة الشباب، كانت جاكلين تتعلم دروس الباليه؛ ورغم موهبتها المتوسطة فيه إلا أنها لم تكن لتفقد اهتمامها بهذا المجال أو تتوانى عن قراءة الكتب التي تخصه بهذه السهولة؛ وبرغم المواهب التي تمتعت بها جاكلين، كتب ابن جون إيتش. ديفيس، ابن عمتها، والذي كان يعمل كاتبا، أنّها كانت تعاني من انفصال والديها وكان أقرباؤها يلاحظون رغبتها في الابتعاد والذهاب إلى عالمها الخاص عقب انفصال والديها.
و في 21 يونية/ حزيران لعام 1942، تزوجت والدة جاكلين من هيو دي. أوشينكلوس، ولم تحضر جاكلين وشقيقتها حفل الزفاف لكونه أُعد على عجلة وبسبب القيود المفروضة على السفر أثناء فترة الحرب، ثم أبحر أوشينكلوس بعد الزفاف بيومين للعمل مع الاستخبارات البريطانيّة في جامايكا فما كان من والدة جاكلين إلا أن تقضي هذه المدة مع ابنتيها أثناء غياب زوجها، وبعد عودة زوجها، ذهب كل من جاكلين وشقيقتها وهيو دادلي «يوشا» أوشينكلوس الثالث- ابن أوشينكلوس- وكذلك طفليهما إلى منزل ميري وود الذي يملكه أوشينكلوس في ماكلين بولاية فرجينيا؛ وبهذا يكون منزل ميري وود مسكن جاكلين الأول لفترة المراهقة المتبقيّة لديها، كما أصبح يوشا- ولد أوشينكلوس- أقرب أخ لها وأحد الشخصيات الثقات لديها ورغم أنّها كانت تقضي أوقاتا كبيرة مع أسرة أوشينكلوس إلا أنّها حافظت عل علاقتها مع والدها.
كانت جاكلين مولعة بالمسرح، ففي مرحلة الثانوية كتبت مسرحيّة موسيقيّة قدّمها نادي الدراما. أفصحت جاكلين لأخيها غير الشقيق، يوشا، عن رغبتها في الامتهان بمهنة التمثيل إلّأ أنّها لم ترغب أن تمارسها نظرًا للصعوبات وعدم الاستقرارالذي يُخيّم على هذه المهنة؛ كما كانت تُجيد تقمص شخصيّات معلميها أثناء الدراسة فكانت تُمتع زملاءها بتقليدها لهم. تمتعت جاكلين بالقدرة على تعلُّم اللغات بسهولة خاصة الفرنسيّة بسبب إصرار والدتها على أن تتعلمها هي وأختها وجعل الفرنسيّة اللغة الوحيدة التي يمكن التحدث بها أثناء تناول العشاء.

## تعليمها وشبابها المبكر
تلقّت جاكلين تعليمها في مدرسة هولتون آرمز للتأهيل للجامعة في مدينة بيثيسدا بولاية ماريلاند خلال الفترة من عام 1942 وحتى عام 1944 ثم التحقت بمدرسة ميس بورتر بمدينة فارمنغتون بولاية كونيتيكت من عام 1944 وحتى 1947، وقد كان عام 1947 بمثابة ظهورها الأول في المجتمع مما جعل إيغور كاسيني-كاتب العمود لدي صحيفة هارست يطلق عليها لقب «فتاة العام» وابتداءًا من عام 1947 قضت جاكلين أول عامين لها في الجامعة في جامعة فاسار بمدينة بوغكيبسي بولاية نيويورك، ثم قضت السنة الثالثة (1949-1950) في فرنسا- في جامعة غرونوبل بمدينة غرونوبل وفي السوربون(جامعة باريس)- في برنامج التبادل الطلابي في جامعة سميث بنورثهامبتون (ماساتشوستس)؛ ما أن وصلت جاكلين إلى موطنها في الولايات المتحدة حتى انتقلت إلى جامعة جورج واشنطن بواشنطن العاصمة، وتخرجت عام 1951 بدرجة الليسانس في الأدب الفرنسيّ؛ جاء تخرج جاكلين من الجامعة متزامنًا مع تخرج شقيقتها من الثانوية فقضيتا معًا صيف عام 1951 في رحلة جالت أوروبا، وقد دار كتاب جاكلين-صيفٌ مميّز- الذي كتبت فيه سيرتها الذّاتية حول هذه الرّحلة كما شاركتها شقيقتها في كتابته وهو الإصدار الوحيد لجاكلين الذي يصور الرسومات الخاصة بها.
وبعد التخرج، عملت جاكلين كمصوّرة متقصّية حقائق لدى جريدة واشنطن تايمز هيرالد، وتطلبت مهنتها تلك أن تطرح أسئلة ذكية للمارة المختارين عشوائيا في الشارع والتقاط صورهم بُغية نشرها مع المقتبسات المختارة من ردودهم، حينها كانت جاكلين مخطوبة لوسيط الأوراق الماليّة الشّاب جون جي.دابليو. هاستد الابن لفترة دامت لثلاثة أشهر وكانت جاكلين قد التقت بهاستد في حفلٍ موسميّ سافر من نيويورك ليحضره. ثم درست صفوفا تعليمية تكميلية في تاريخ الولايات المتحدة في جامعة جورج واشنطن بواشنطن العاصمة.

## اغتيال الرئيس جون كينيدي وجنازته
عقب اغتيال الرئيس أسرعت السيارة متجهةً نحو مستشفى باركلاند بمدينة دالاس، وفور وصول السيارة، نُقِل الرئيس إلى غرفة الصدمات. وظلّت السيدة الأولى لبعض الوقت في غرفة خارجية للانتظار مخصصة لأقارب المريض وأصدقائه. ولم تمض سوى بضع دقائق على إسعاف زوجها وبصحبتها طبيب الرئيس، دكتور مالكولم بيري، حتى هبّت واقفةً عن مقعدها المثنيّ الكائن خارج غرفة الصدمات، وحاولت أن تصل إلى غرفة العمليات، فأوقفتها الممرّضة دوريس نيلسون، وحاولت أن تصفد الباب لتمنعها من الدخول، لكنها لم تتراجع؛ وعرض عليها طبيب الرئيس أن تتناول مهدئًا، الأمر الذي رفضته جاكلين، وقالت لبركلي: «أريد أن أكون بجانب زوجي وهو يحتضر» وفي النهاية، استطاع طبيب الرئيس إقناع الممرّضة نيلسون أن تسمح لها بالدخول إلى حجرة الصدمات رقم 1 قائلاً: «هذا حقها، ولها الصلاحية أن تفعل ذلك».
وعند وصول التابوت، خلعت الأرملة خاتم زواجها وألبسته إصبع الرئيس. وحينها قالت للمساعدة كينيث أودونيل «الآن فقدت كل شيء».
وبعد وفاة الرئيس رفضت جاكلين أن تُزيل ملابسها الملطّخة بدماء زوجها من دولابها؛ بل ندمت أن غسلت يديها ووجهها من تلك الدماء. وظلت السيدة الأولى ترتدي بذلتها الورديّة الملطّخة بالدماء، عندما استقلت متن الطائرة الرئاسية وارتدتها وهي واقفة بجوار جونسون وهو يحلف اليمين الرئاسية. وقالت لليدي بيرد جونسون: «أريدهم أن يدركوا ما فعلوه بجاك»؛ أمّا عن البذلة المُلطّخة بالدماء فتم التبرع بها عام 1964 إلى إدارة الأرشيف والوثائق الوطنية، وأُبرمت اتفاقية مع ابنتها كارولين كينيدي نصّت على ألاّ تُعرض البدلة في العروض العامة حتى عام 2013.
وقد قامت كينيدي بدور فعّال في وضع تفاصيل جنازة زوجها الرسمية، والتي شابهت جنازة الرئيس أبراهام لينكون. وأُقيمت مراسم الجنازة في كاتدرائية القدّيس ماثيو الرسول بواشنطن العاصمة، وذُفِن في مقبرة أرلينغتون الوطنية؛ وتقدّمت الأرملة الجنازة مشيًا على الأقدام، ثم أضاءت الشعلة الأبدية، والتي قد صُنِعت بناءًا على طلبها. ورفعت ليدي جيان كامبل تقريرًا لجريدة ذا لندن إيفننج ستاندارد ذكرت فيه: «لقد منحت جاكلين كينيدي الشعب الأمريكي شيئًا لطالما فقدوه، ألا وهو: الفخامة.»
وعقب حادثة الاغتيال والتغطية الصحفية التي أولت اهتمامًا كبيرًا بعملية الدفن وما تبعها، ابتعدت كينيدي عن الظهور في المناسبات العامة الرسميّة. إلّا أنها قد ظهرت ظهورًا خاطفًا في واشنطن لتكرّم كلينت هيل العميل السرّي في المخابرات الأمريكية الذي صعد على متن سيارة الليموزين، في دالاس، محاولة منه لحمايتها وزوجها.
وفي سبتمبر/ أيلول عام 2011, صدرت أشرطة مُسجّلة لجاكي كينيدي سُجَلَت عام 1964 قبل اغتيال زوجها؛ وكان من المقرر لهذه الأشرطة أن لا تُصدَر إلّا بعد 50 عامًا من وفاتها (تُوفيَت عام 1994)، واحتوت تلك الشرائط، التي تبلغ مدتها حوالي 8:5 ساعة، مقابلة شخصية مع آرثر ماير شلسنجر جونيور، تكشف فيها جاكي عن آرائها في عدد كبير من القضايا، منها قضية ليندون بينيس جونسون، نائب الرئيس؛ وقضية مارتن لوثر كينغ جونيور، زعيم الحقوق المدنية، وتناقش أيضًا أسباب رفضها الابتعاد عن زوجها أثناء أزمة صواريخ كوبا عام 1962، في حين أن قام مسؤلون آخرون بإبعاد زوجاتهم، حفاظًا على سلامتهم.
ومن وقت قريب، ظهرت في الأفق مراسلات شخصية لجاكي كينيدي يرجع تاريخها من عام 1950 وحتى عام 1964. وكانت هذه الخطابات قد كُتِبَت بخط يدها وأُرسِلَت إلى قسّ أيرلندي يُدعى جوزيف ليونارد، وقد قابلته مرتين أثناء تواجدها بأيرلندا على حد قولها. وقيل إنّ النغمة المسيطرة على هذه الخطابات تًُشبه نغمة المراسلات التي دائمًا ما نجدها بين الأصدقاء.

## زواج جاكلين وأسرتها
كانت جاكين لي بوفيير وجون فيتز جيرالد" جاك" كينيدي، عضو مجلس النُّواب الأمريكيّ فيما بعد، ينتميان إلى الدّائرة الاجتماعيّة نفسها، كما كانا يحضران المناسبات العامّة ذاتها؛ ويرجع الفضل في تعارفهما الرسميّ إلى تشارلز إل. بارتليت- صديقهم الصحفيّ- كان ذلك في حفل عشاء أُقيم في مايو/ أيار عام 1952، ثم انشغل كينيدي بعدها بالترشُّح لانتخابات مجلس الشيوخ الأمريكيّ؛ وبعد انتخابه في نوفمبر/ تشرين الثاني اتخذت العلاقة بينهما طابع الجدية أكثر من ذي قبل لتنتهي بخطوبتهما وأُعلن عنها رسميًّا في 25 يونية/حزيران عام 1953.
تزوج كل من جاكلين وكينيدي في 12 سبتمبر عام 1953 في كنيسة سانت ماري في نيوبورت( رود آيلاند) في قُدّاس أقامه كبير أساقفة بوستن ريتشارد كوشينغ، وكان زواجهما حينئذٍ يمثل الحدث الاجتماعي للموسم إذ حضر الحفل حوالي 700 شخص فضلا عن 1200 آخرين الذين حضروا الاستقبال الذي أعقب الحفل في قصر هامرسميث فارم.

وكان بلودرز بيكري قد أعدّ كعكة الزّفاف بمدينة فول ريفر ماساتشوستس كما صمم آن لو-مصمم الأزياء الذي ينتمي إلى مدينة نيويورك- فستان زفاف جاكلين والموجود حاليًا بمكتبة كينيدي في بوسطن بمدينة ماساتشوستس، كما صمم فساتين رفيقاتها.

قضى العروسان شهر العسل في فندق سان ياسيدرو رانش بولاية كاليفورنيا قبل أن ينتقلا إلى منزلهما الجديد منزل هيكوري هيل في ماكلين فرجينيا؛ وكانت بهجة العروسين تُخفي كثيرًا من العقبات التي عكّرت صفو بهجتهم تلك؛ إذ كان جاك يعاني من مشكلات صحيّة لم تكن معروفة للعامة آنذاك: مثل مرض أديسون وأمراض مزمنة وأحيانًا كان يعاني من آلام في الظهر أنهكت جسده نتيجة لإصابته في إحدى الحروب. وفي شتاء وخريف عام 1954 خضع جاك لعمليتين خطيرتين في العمود الفقري كادت أن تودي بحياته؛ وقد تعرّضت جاكي للإجهاض التلقائي عام 1955 ثم أنجبت فتاة ميّتة كانا ينتويان تسميتها أرابيلا.
باع الزوجان منزل هيكوري هيل الخاص بهما لروبرت- شقيق جاك- وزوجته وعائلتهما المتزايدة وابتاعا منزلًا في إن ستريت بجورج تاون، ثم أنجبت جاكي ابنتها الثّانية-كارولين- عام 1957 وولدها جون الابن عام 1960 وكانت ولادتهما ولادة قيصريّة؛ ثم أنجبت ابنها الثاني-باتريك- في ولادة مبكرة فخضعت لعملية قيصريّة طارئة في 7 أغسطس/آب عام 1963 وتُوفي بعدها بيومين.
أعارت جاكلين اهتمامها لروز كينيدي-والدة جاك- إذ كانت تزورها في هانيس بورت وكانتا تتمشيان معا عندما كانت روز في صحة جيدة، وبعد أن تدهورت صحتها كانت جاكلين تُكثر من مرافقتها والجلوس معها، وكانت جاكلين حين تكتب رسائلها تُشير إلى روز بعبارة فرنسيّة" Belle Mere" -و تُعني الأم الجميلة- وكانت روز تحل محلها أحيانًا في الأشهر الأولى من رئاسة جون إف. كينيدي وهي الفترة التي أنجبت فيها جاكيلين جون الابن؛ كما أدهشت جاكلين روز عندما أسندت إليها أمر غرفة لينكون بالبيت الأبيض في إقامة لها هناك فلطالما شهبت روز الرئيس كينيدي بأبراهام لينكون؛ وبعد محاولة اغتيال الرئيس جون كينيدي والجلطة الدماغية التي تعرض لها والد زوجها- جوزيف كينيدي الأب- شبّهت جاكلين نفسها هي وروز براعوث ونعمى-شخصيات معروفة في الكتاب المقدس- إذ تُشكلان معًا أُمًا وزوجة ولدها تكاتفتا بعد وفاة زوجيهما.

## سيّدة الولايات المتحدة الأولى

### حملة الترشُّح للرئاسة
أعلن جون في الثّالث من يناير/كانون الثاني لعام 1960 عن ترشحه للرّئاسة وأطلق حملته الوطنيّة؛ وعلى الرغم من أنّ جاكلين كانت تنوي المشاركة الفعليّة في الحملة إلاّ أنّ نبأ حملها أتاها عقب بدأ الحملة بفترة وجيزة في حين أمرها الطبيب بالبقاء في المنزل نظرًا للصعوبات التي كانت تمر بها جاكلين في حملها السابق. تمثلت مشاركة جاكلين في حملة زوجها من مدينة جورج تاون في الرّد على الخطابات وتسجيل الإعلانات التليفزيونيّة وإجراء المقابلات التليفزيونيّة والمطبوعة وكتابة عمود في جريدة أسبوعيّة واسعة الانتشار وهي جريدة «كامبين وايف». وكانت ترافق زوجها في حملته منذ الأشهر الأولى للسنة الانتخابيّة، كما كانت تشاركه بعض الأنشطة مثل الجولات الدعائيّة السريعة وجلسات العشاء المطولة، ويُعد حضورها معه استعراض ورق تلغرافك في أكتوبر/ تشرين الأول عام 1960، واحدة من المرّات القلائل الأخيرة التي رافقته فيها قبل الانتخابات؛ حيث شاهدهم ما يزيد على مليون شخص من سكان مدينة نيويورك، ولكن قلّما كانت تظهر جاكلين بصفةٍ شخصيّة.

تلقّـت جاكلين مساندةً من ليتسيا بالدريدج نظرًا لأنها درست معها في المدرسة كما كانت تحب أوروبا مثلها في ذلك مثل جاكلين؛ وكانت بالدريدج قد تم التعاقد معها في أغسطس/ آب لعام 1960 لتكون عونًا لجاكلين في أن تُصبح سيّدة أولى ناجحة إذ لم تكن أفكار جاكلين قد تشكّلت بعد لتباشر هذه المهمة. وقبل أن تلتحق بالدريدج بالحملة كانت جاكلين قد أعطت وعودًا واهيةً بأنّها ستعير اهتمامها للتعليم ولبرامج التبادل الطلّابي بين الشباب، كما أنّ جاكلين لم تكن لتُفصح عن رغبتها في استعادة البيت الأبيض إلّا بعد قدوم بالدريدج.
كانت جاكلين تُجيد الفرنسيّة والإسبانيّة ثم تحدّثت اللغة الإيطالية والبولندية أمام العامّة أثناء حملة زوجها الرئاسيّة.

### السيّدة الأولى
فاز جون إف. كينيدي في الانتخابات الرئاسيّة الأمريكيّة المنعقدة في 8 نوفمبر/ تشرين الثّاني بفارق ضئيل على الجمهوري ريتشارد ميلهاوس نيكسون؛ وبعد مرور أسبوعين بقليل على الانتخابات أنجبت جاكي ولدها الأول- جون إف. كينيدي الابن- كانت جاكلين في سن ال31 عندما أدى زوجها اليمين الرئاسيّة في 20 يناير/كانون الثاني لعام 1960 وبذلك تكون ثالث أصغر سيدة أولى في التاريخ بعد فرانسيس فولسوم كليفلاند وجوليا جاردينر تايلر. كانت جاكلين مريضة يوم تنصيب زوجها بعد زيارتها للبيت الأبيض الشهر الذي سبق التنصيب، فقد تلقّت وعدًا بأن تحصل على كرسيٍ متحرك يعينها بعد خضوعها لعملية جراحية ، لكن هذا لم يحدث فاضطرت إلى التجول في القصر سيرًا على الأقدام. قضت جاكلين معظم الفترة التي أعقبت زيارة البيت الأبيض وتنصيب زوجها مريضةً في سريرها؛ لم تندهش جاكلين من رؤية البيت الأبيض لأول مرة إذ شبهته بالسجن لأنه «بارد وكئيب» على حد قولها.
ويُذكر اسم جاكلين للجهود التي قامت بها من إعادة تنظيم سُبُل المتعة اللازمة للبيت الأبيض والمناسبات الاجتماعيّة واستعادة المناطق الداخلية من المنزل الرئاسيّ فضلًا عن ذوقها الرفيع في الملابس التي كانت ترتديها أثناء فترة رئا البيت الأبيض حالة الحداد عقب اغتيال جون إف.كينيدي عام 1963.
تم تسليط الضوء على جاكلين- مثلها في ذلك مثل السيدات الأُول الأخريات- ورغم أنّها لم تمانع في إجراء المقابلات الصحفيّة أو ترفض التصوير إلّا أنّها كانت تميل إلى أن أن يكون لها ولأطفالها قدر من الخصوصيّة؛ كما كانت جاكلين تحتل مكانة بارزة بين أشهر السيّدات الأُول.

### نجاحها على المستوى الاجتماعي
كرّست جاكلين- باعتبارها السيّدة الأولى- كثير من وقتها لإعداد المناسبات الاجتماعيّة في البيت الأبيض والممتلكات الحكوميّة الأخرى على حد السواء، فكانت تدعو الفنّانيين والكُتّاب والعلماء والشعراء والموسيقيين كي يختلطوا بالسياسيين والدبلوماسيين ورجال الدولة. ولكي تُضفي على القصر شعور بالراحة كانت تُقدّم لضيوفها في البيت الأبيض عصير الكوكتيل.
ولربما ترجع شهرة جاكلين بين الشخصيّات البارزة في العالم إلى مهارتها في إمتاع الآخرين؛ وعندما سئل رئييس وزراء الاتحاد السوفيتي- نيكيتا خروتشوف- أن يصافح الرئيس كينيدي لالتقاط صورة معه قال: «أريد مصافحة جاكلين أولًا». حظت جاكلين على استقبال جيد في باريس عندما زارت فرنسا مع زوجها وكذلك عندما سافرت مع لي إلى باكستان والهند عام 1962. وقال الرئيس كينيدي أنّ أندريه مالرو كان مُعجبًا بجاكلين أكثر من إعجابه به.

### إحياؤها للبيت الأبيض
جعلت جاكلين- بوصفها السيّدة الأولى- إحياء البيت الأبيض أول مشروعاتها إذ انتابها شعور بالفزع إثر قيامها بجولتها التي سبقت افتتاح البيت الأبيض أن وجدت البيت لا يحظى بيقمة تاريخيّة تُذكر فكانت الغرف مفروشة بأثاث عادي خالٍ من القيمة التاريخيّة؛ فكانت جهودها، والتي بدأت منذ اليوم الأول من إقامتها في البيت الأبيض- بمساعدة مهندسة الديكور سيستر باريش-، كانت موجهة إلى جعل أرباع الأسرة جذّابة تناسب الحياة الأسريّة. وكان من بين التغيرات التي أجرتها جاكلين على البيت الأبيض أن أضافت مطبخًا وغرفًا لأطفالها في الطابق الخاص بالعائلة وفور توفير الأموال اللازمة لهذه الجهود أنشأت جاكلين لجنة للفنون الجميلة لمراقبة وتمويل عمليّة إحياء البيت الأبيض تلك ولطالما كانت تستشير خبير الأثاث الأمريكيّ هنري دو بونت.
وفي الوقت الذي كانت فيه إدارة جاكلين الأولى للمشروع ملحوظة بالكاد، أوضحت تقارير لاحقة أنها عالجت الأجندات المتضاربة بين كل من باريش ودو بوند وبودين بنجاح مستمر. بادرت جاكلين بنشر أول كتاب إرشادي خاص بالبيت الأبيض- والذي ساهمت مبيعاته في تمويل عملية إحياء البيت الأبيض؛ كما أطلقت مشروع قانون في الكونغرس ينص على أن يكون أثاث البيت الأبيض ملكًا لمؤسسة سميثسونيان بدلًا من أن يطالب الرؤساء السابقون ملكيتهم لها، كما كتبت طلبات شخصيّة لمن بحوزتهم قطعًا أثريّة ذات قيمة تاريخيّة والتي قد تكون بل كانت بالفعل تبرعات للبيت الأبيض.
وفي فبراير/ شباط عام 1962، أخذت جاكلين مشاهدي التليفزيون الأمريكي في جولة إلى البيت الأبيض بصحبة تشارلز كولينجوود من إذاعة السي بي إس، وفي أثناء الجولة قالت جاكلين: «يتنابني شعور قوي أنّ جمال البيت الأبيض متوقف على احتوائه على مجموعة من الصور الأمريكيّة قدر المستطاع، كذلك من المهم بمكان أن نأخذ في اعتبارنا الوضع الذي تُقدّم به الرئاسة إلى العالم وإلى الزوار الأجانب حقٌ للشعب الأمريكيّ أن يفخر بذلك، إنّنا نمتلك حضارة عظيمة وهو أمر لا يعرفه الغرباء ولذا أرى أنّ هذا البيت الأبيض هو خير مكان نُثبت لهم فيه هذا.»
عملت جاكلين جنبًا إلى جنب مع راشيل لامبرت ميلون، فكانت تُشرف على إعادة تصميم وإعادة غرس حديقة وايت هاوس روز وحديقة ذا إيست والتي سُمّيت حديقة جاكلين كينيدي عقب اغتيال زوجها. كانت جهودها لإعادة إحياء البيت الأبيض وصيانته بمثابة إرث دائم في شكل المنظمة التاريخيّة للبيت الأبيض وهي لجنة الحفاظ على البيت الأبيض التي كانت ترتكز على كل من لجنة تأثيث البيت الأبيض الخاصة بها والأمين الدائم للبيت الأبيض وصندوق هبات البيت الأبيض وأمانة الامتلاك في البيت الأبيض.
ساعد البث الإذاعي لإعادة إحياء البيت الأبيض إدراة كينيدي للبلاد إلى حد كبير، وكانت حكومة الولايات المتحدة تسعى إلى الحصول على الدعم الدولي أثناء فترة الحرب الباردة والذي حققته بالتأثير على الرأي العام؛ وكان لشهرة السيّدة الأولى ومكانتها البارزة أثرٌ في جعل جولة البيت الأبيض مرغوبٌ فيها. تم تصوير الجولة ووُزعت على 106 دولة نظرًا للطلب الكبير على مشاهدة الفيلم؛ وفي عام 1962 والموافق جائزة الإيمي السنوية الرابعة عشر (إن بي سي 22مايو) تمت استضافة كل من بوب نيوهارت من مسرح البلاديوم هوليوود وجوني كارسون من فندق نيو يورك أستور وديفيد برينكلي الصحفي من ال إن بي سي في فندق شيراتون بارك بالعاصمة واشنطن وحملوا دائرة الضوء على أنّهم أُمناء أكاديمية خاصة بالفنون والعلوم التليفزيونيّة، ومُنحت جاكلين كينيدي جائزة الأمناء لجهودها في القيام بجولة في البيت الأبيض أذاعتها إذاعة السي بي إس. قبلت السيّدة بيرد جونسون السيّدة الأولى الخجلة من الكاميرات؛ وقد وُضع تمثال إيمي للعرض في مكتبة كينيدي في بوسطن ماساتشوستس، وكان التركيز والإعجاب بجاكلين كينيدي قد تحولا إلى اهتمام سلبيّ بعيدًا عن زوجها، فعندما جذبت السيّدة الأولى انتباه العامة في جميع أنحاء العالم كسبت حلفاء للبيت الأبيض والدعم العالميّ لحكومة الرّئيس كينيدي وسياسات الحرب الباردة الخاصة بها.

### رحلاتها بالخارج
قبل توجه جون كينيدي وجاكلين كينيدي إلى زيارة فرنسا، أُجري لقاء خاص مع السيّدة الأولى باللغة الفرنسيّة في حديقة البيت الأبيض؛ وما أن وصلت فرنسا حتى أدهشت عامة الشعب الفرنسيّ بقدرتها على تحدث الفرنسيّة ودرايتها الواسعة بالتاريخ الفرنسيّ على حد السواء، وقد ساعد كل من بورتوريكو الشهير والمعلمة ماريا تيريزا بابين كورتيس السيّدة الأولى في تعلم الفرنسيّة، وفي ختام الزيارة أعربت مجلة تايم عن سعادتها بالسيّدة الأولى وأشارت «كان رفيقها لطيفًا أيضًا» فقال الرئيس جون كينيدي مازحًا: «أنا هو الرجل الذي رافق جاكلين إلى باريس وقد استمتعت بالزيارة كثيرًأ.»

بناءً على طلب من جون كينيث جالبرايث، السفير الأمريكي في الهند، قامت جاكلين بجولة في الهند وباكستان مصطحبةً شقيقتها لي رادزيويل معها، وكانت الجولة قد تم توثيقها بوضوح في التصوير الصحفيّ آنذاك وفي يوميّات جالبرايث ومُذكّراته كذلك. وأشار جالبرايث إلى الفارق الكبير بين اهتمام جاكلين بالملابس وغيرها من الأشياء التافهة وبين نباهتها بحكم معرفته بها.
وقد سنحت لجاكلين الفرصة أن تمتطي ظهر جمل مع شقيقتها في كراتشي بباكستان؛ وفي لاهور بباكستان أهدى الرئيس الباكستاني، أيوب خان، السيدة الأولى حصانًا مميّزًا يُعدّ الأكثر ملازمة لعدسات التصوير، سردار، وهو مصطلح من اللغة الأرديّة يُعني القائد. وفي وقتٍ نُسبت الهديّة بالخطأ إلى ملك السعوديّة فعندما حاول بنيامين برادلي المحرر الصحفيّ استعادة ذكريات السنوات التي قضتها جاكلين في البيت الأبيض نسبها كذلك إلى ملك السعوديّة بالخطأ. أقامت جاكلين حفل استقبال على شرفها في حدائق شاليمار وفيه قالت للضيوف: «لطالما حلمت بالمجئ إلى حدائق شاليمار، إنها أروع مما كنت أحلم به، ليت زوجي كان معي الآن.»

### وفاة ولدها منذ الصغر
مع قدوم عام 1963 كانت جاكلين حاملًا الأمر الذي أثّر على قيامها بالمهام الرسميّة، قضت جاكلين معظم فصل الصيف في منزل استأجره زوجها في جزيرة سكيوا بالقرب من جزيرة كينيدي كيب كود في ميناء هيانيس لتنظيم العملية القيصريّة في سبتمبر في مشفى والتر ريد، إلّا أنّها جائها المخاض في 7 أغسطس/ آب قبل موعد الولادة بخمسة أسابيع وأنجبت ولدًا أسموه باتريك بوفيير كينيدي حيث خضعت لعمليّة قيصريّة طارئة في قُرب قاعدة أوتيس الجوية؛ لم تصل رئتي المولود إلى النمو الطبيعي فلقي حتفه عقب ولادته بيومين أي في 9 أغسطس/ آب لعام 1963 في مشفى بوسطن للأطفال متأثرًا بداء الغشاء الهيلانيّ والمعروف حاليًا باسم (مرض متلازمة الضائقة التفسيّة لدى الرُّضّع). ظلّت جاكي في قاعدة أوتيس الجويّة كي تستردّ عافيتها بعد وفاة ولدها وعاد الرئيس كينيدي في 14 أغسطس/ آب ليصطحبها إلى المنزل وكان قد عاد إلى البيت الأبيض عقب مغادرته بيومين. وفي حين ألقى كينيدي خطابًا ارتجاليًّا شكر فيه الممرضات ورجال القوات الجويّة ممن كانوا في جناح جاكلين، أهدت جاكلين العاملين بالمشفى بطباعات حجريّة من البيت الأبيض تم التوقيع عليها وإحاطتها بإطار.

## الحياة بعد الاغتيال (1963-1975)

### فترة حداد ومظاهر عامة لاحقة
أجرى ثيودور إتش. وايت مقابلة مع جاكلين في هيانيس بورت لمجلة لايف في 29 نوفمبر 1963، أي بعد أسبوع من اغتيال زوجها. في تلك الجلسة، اشتهرت بمقارنة سنوات كينيدي في البيت الأبيض مع كاميلوت الأسطوري للملك آرثر، وعلقت بقولها إن الرئيس غالبًا ما عزف أغنية صغيرة للموسيقيين ليرنر ولويس قبل العودة إلى الفراش. اقتبست أيضًا عن الملكة غوينيفير من مسرحية موسيقية، في محاولة للتعبير عن شعور الخسارة. غالبًا ما يشار إلى عصر إدارة كينيدي باسم «عصر كاميلوت»، على الرغم من أن المؤرخين جادلوا في وقت لاحق بأن المقارنة غير مناسبة، مع تصريح لروبرت داليك بأنه «ينبغي لجهود كينيدي للاحتفاء بزوجها أن تؤمّن درعًا علاجيًا ضد الحزن الشديد».
بقيت كينيدي وأطفالها في البيت الأبيض لمدة أسبوعين بعد الاغتيال. عرض الرئيس جونسون عليها منصب السفير في فرنسا، رغبةً منه في «القيام بشيء لطيف لجاكي»، لوعيها تراثَها وولعها بثقافة البلاد، لكنها رفضت العرض، وكذلك العروض اللاحقة لمنصب السفير إلى المكسيك والمملكة المتحدة. بناءً على طلبها، أعاد جونسون تسمية مركز فلوريدا الفضائي بمركز جون إف. كينيدي للفضاء بعد أسبوع من الاغتيال. لاحقًا، أشادت كينيدي بجونسون علنًا لتعاطفه معها.
أمضت كينيدي عام 1964 في الحداد ولم تظهر سوى مرات قليلة في المناسبات العامة. ربما عانت من اضطراب الكرب التالي للصدمة النفسية غير المشخص بحسب التكهنات، والذي يعزى إلى ذكريات الماضي الدخيلة. في الشتاء الذي تلا الاغتيال، بقيت هي والأطفال في منزل أفريل هاريمان في جورج تاون. ظهرت كنيدي على شاشات التلفزيون من مكتب المدعي العام في 14 يناير عام 1964، وشكرت الجمهور على «مئات الآلاف من الرسائل» التي تلقتها منذ الاغتيال، وقالت إنها تلقت الدعم من حب أميركا لزوجها الراحل. اشترت منزلًا لنفسها ولأولادها في جورج تاون لكنها باعته في وقت لاحق من عام 1964، واشترت شقة في الدور الأخير في الطابق الخامس عشر بقيمة 250,000 دولار في 1040 في الجادة الخامسة في مانهاتن على أمل الحصول على مزيد من الخصوصية.
في السنوات التالية، حضرت جاكلين مراسم تأبين مختارة لزوجها الراحل. أشرفت أيضًا على إنشاء مكتبة ومتحف جون إف. كينيدي الرئاسي، وهو مستودع للأوراق الرسمية لإدارة كينيدي. صممه المهندس المعماري آي. إم. بي، ويقع بجوار الحرم الجامعي لجامعة ماساتشوستس في بوسطن.
على الرغم من تكليف وليام مانشستر بتصريح معتمد لسرد وفاة الرئيس كينيدي، في كتاب موت رئيس، حاولت جاكلين وروبرت كينيدي منع نشره، ما أخضعها لاهتمام وسائل الإعلام بشكل كبير في 1966-1967. رفعا دعوى ضد الناشرين هاربر ورو في ديسمبر 1966، وسُويت القضية في العام التالي عندما أزال مانشستر مقاطع فصّلت الحياة الخاصة للرئيس كينيدي. نظر وايت إلى المحنة باعتبارها تصديقًا للإجراءات التي كانت أسرة كينيدي، جاكلين على وجه الخصوص، على استعداد لاتخاذها للحفاظ على صورة الرئيس كينيدي العامة.
في أثناء حرب فيتنام في نوفمبر 1967، لقبت مجلةُ لايف كينيدي باسم «سفيرة أميركا المتجولة غير الرسمية» عندما سافرت مع ديفيد أورمسبي غور، السفير البريطاني السابق لدى الولايات المتحدة في أثناء إدارة كينيدي، إلى كمبوديا، حيث زارا المجمع الديني في أنغكور وات مع رئيس الدولة نورودوم سيهانوك. وفقًا للمؤرخ ميلتون أوسبورن، فإن زيارتها كانت «بداية إصلاح العلاقات الكمبودية الامريكية، التي كانت في انحسار شديد». حضرت أيضًا مراسم تشييع مارتن لوثر كينغ الابن في أتلانتا بولاية جورجيا، في أبريل عام 1968، على الرغم من ترددها الأولي بسبب الحشود والتذكير بوفاة الرئيس كينيدي.

## اقرأ ايضًا
- جون كينيدي
- فستان زفاف جاكلين كينيدي

## روابط خارجية
- جاكلين كينيدي على موقع IMDb (الإنجليزية)
- جاكلين كينيدي على موقع الموسوعة البريطانية (الإنجليزية)
- جاكلين كينيدي على موقع مونزينجر (الألمانية)
- جاكلين كينيدي على موقع ألو سيني (الفرنسية)
- جاكلين كينيدي على موقع ميوزك برينز (الإنجليزية)
- جاكلين كينيدي على موقع قاعدة بيانات الأفلام السويدية (السويدية)
- جاكلين كينيدي على موقع إن إن دي بي (الإنجليزية)
- جاكلين كينيدي على موقع قاعدة بيانات الفيلم (الإنجليزية)
- جاكلين كينيدي على موقع كينوبويسك (الروسية)